# Эйяля, Йорма
Йорма Пааво Эйяля (фин. Jorma Paavo Äijälä, 21 марта 1947, Куусанкоски — 5 ноября 1981, Лахти) — финский шахматист, национальный мастер.
Чемпион Финляндии 1980 г.
В составе сборной Финляндии участник командных первенств мира среди студентов 1968, 1969 и 1972 гг. и командных турниров северных стран.
Старший брат — Йоуко Эйяля.

## Спортивные результаты
| Год  | Город      | Соревнование                              | + | − | = | Результат | Место |
| ---- | ---------- | ----------------------------------------- | - | - | - | --------- | ----- |
| 1968 | Иббс       | Командное первенство мира среди студентов | 6 | 1 | 4 | 8 из 11   |       |
| 1969 | Дрезден    | Командное первенство мира среди студентов | 4 | 6 | 3 | 5½ из 13  |       |
| 1972 | Грац       | Командное первенство мира среди студентов | 5 | 4 | 5 | 7½ из 14  |       |
| 1975 | Хиндас     | Командный турнир северных стран           | 3 | 0 | 2 | 4 из 5    |       |
| 1979 | Сундсвалль | Командный турнир северных стран           | 2 | 2 | 2 | 3 из 6    |       |
| 1980 | Ярвенпяа   | Чемпионат Финляндии                       |   |   |   |           | 1     |